# 卵形碘泡虫
卵形碘泡虫（学名：Myxobolus oviformis）为碘泡科碘泡虫属的动物。分布于俄罗斯、德国、法国、瑞士、印度以及辽宁、四川、浙江、江西、武陵山地区、黑龙江等，营寄生生活，寄生在肠（镜鲤）、鳃（镜鲤、黄颡鱼、大斑花鳅、鲫）、胆囊、肾、肝（刺鲃）。